# Zygmunt Wysocki
Zygmunt Wysocki – polski koszykarz, reprezentant Wybrzeża Gdańsk oraz kadry Polski.
12 maja 1964 roku wystąpił wraz z zespołem Wybrzeża w spotkaniu towarzyskim przeciwko gwiazdom NBA. W zespole All-Stars znajdowali się wtedy: Bill Russell, Bob Pettit, Oscar Robertson, Tom Heinsohn, Jerry Lucas, Tom Gola, Bob Cousy, K.C. Jones. Zdobył wtedy 28 punktów, dla drużyny z Gdańska, która przegrała w rezultacie 71–117. Więcej punktów zdobył tamtego dnia jedynie Bob Pettit (32).

## Osiągnięcia
Klubowe
- Mistrz Polski (1971)[1]
- Wicemistrz Polski (1970)[1]
- 2-krotny brązowy medalista mistrzostw Polski (1964, 1968)[1]
- Finalista Pucharu Polski (1969)[1]
- Awans do I ligi z Wybrzeżem Gdańsk (1959)[1]

Reprezentacja
- Uczestnik mistrzostw Europy (1961)[2]